# 揖斐川町立久瀬中学校
揖斐川町立久瀬中学校（いびがわちょうりつ くぜちゅうがっこう）は、かつて岐阜県揖斐郡揖斐川町にあった公立中学校。

## 概要
- 乙原、東津汲、小津、樫原、日坂、西津汲、外津汲、三倉が校区であり、旧・久瀬村の中学校であった。

## 沿革
- 1947年（昭和22年）
  - 4月1日 - 久瀬村立久瀬中学校として開校。久瀬小学校[注釈 1]の校舎の一部を仮校舎とする。三倉地区の生徒は、小島村の小島村立小島中学校に委託。
  - 12月 - 日坂冬季分教場、小津冬季分教場を設置。
- 1948年（昭和23年） - 校舎が完成。
- 1954年（昭和29年）4月 -
  - 久瀬小学校と併設し、久瀬村立久瀬小中学校となる。
  - 日坂冬季分教場、小津冬季分教場を廃止。
- 1957年（昭和32年）4月 - 三倉地区の生徒の小島中学校への委託を解消。
- 1959年（昭和34年）4月 - 久瀬小学校との併設を解き、久瀬中学校は単独校となる。
- 2005年（平成17年）1月31日 - 揖斐川町、谷汲村、久瀬村、春日村、坂内村、藤橋村と合併し、揖斐川町が発足。同時に揖斐川町立藤橋中学校に改称する。
- 2014年（平成26年）3月 - 北和中学校に統合され、廃校。

## 日坂冬季分校・小津冬季分校
- 1947年に久瀬村立久瀬中学校が久瀬小学校を仮校舎とすると、離れている日坂小学校校区と小津小学校校区の生徒は冬期間の通学が困難であった。そのため、12月から翌年3月まで、日坂小学校に日坂冬季分校、小津小学校に小津冬季分校を設置した。
- 1954年5月、久瀬中学校寄宿舎が完成し、日坂地区と小津地区の生徒は冬期間は寄宿舎で下宿することとなる。これにより、1954年度からは冬季分校の設置は無くなった。